# Landesberufsschule für das Gast- und Nahrungsmittelgewerbe „Emma Hellenstainer“
Die Landesberufsschule für das Gast- und Nahrungsmittelgewerbe „Emma Hellenstainer“ befindet sich in Brixen, Südtirol. Namensgeberin der Berufsschule war die Gastwirtin und Tourismuspionierin Emma Hellenstainer.

## Geschichte
Die Schule wurde neu erbaut und im Herbst 1983 bezogen. Zuvor erfolgte die Ausbildung der Lehrlinge in Bozen. Nach starkem Andrang wurde die Schule zu klein und ab dem Schuljahr 1987/88 wurde im ehemaligen Hotel Savoy in Meran die Landesberufsschule für das Gastgewerbe „Savoy“ eingerichtet. 1989/90 wurde das Gebäude geringfügig erweitert. 2010 erfolgte ein weiterer Zubau (7.800 m³) sowie die Erneuerung einiger Bereiche des bereits bestehenden Baues. Er wurde im Herbst 2011 eingeweiht und bezogen.

## Aus- und Weiterbildung
In den ersten beiden Jahren der Hotelfachschule (Biennium) werden die Schüler auf die Matura vorbereitet.  Die Schüler, die das Biennium erfolgreich abschließen, können anschließend die dreijährige Landeshotelfachschule „Kaiserhof“ in Meran oder die Hotelfachschule in Bruneck besuchen.
Die Lehrlingsausbildung erfolgt in den Berufen Koch, Servicefachkraft, Bäcker, Metzger und Konditor.
Des Weiteren werden Fortbildungen zum Erhalt des Meisterbriefes in den erwähnten Berufen und verschiedene Weiter- und Spezialisierungskurse in den  Bereichen der Gastronomie und des Nahrungsmittelgewerbes angeboten.